# Ходосовцев Олександр Євгенович
Олександр Євгенович Ходосовцев — український біолог, ліхенолог, член-кореспондент НАН України (2024), професор (2006), доктор біологічних наук (2004), Заслужений працівник освіти України (2009), лауреат Премії НАН України імені М. Г. Холодного (2025), професор кафедри ботаніки Херсонського державного університету, ректор цього закладу в 2012—2015 роках, провідний науковий співробітник Інституту ботаніки НАН України. Автор понад 300 наукових праць, зокрема 14 монографій та 5 підручників і посібників. Описав близько 30 нових для науки видів лишайників і ліхенофільних грибів. Віце-президент Українського ботанічного товариства. Головний редактор Чорноморського ботанічного журналу, член редакційної колегії Українського ботанічного журналу. Член Національної комісії з питань Червоної книги України, автор низки нарисів у третьому виданні Червоної книги України (2009). Член спеціалізованої ради з захисту докторських дисертацій Інституту ботаніки НАН України.

## Життєпис
Протягом 1988—1993 років навчався в Херсонському педагогічному інституті (згодом Херсонський державний університет), здобув спеціальність вчителя біології та хімії. У 1993—1996 роках навчався там само в аспірантурі, у 1997 році захистив дисертацію «Лишайники півдня степової зони України» за спеціальністю «ботаніка» (науковий керівник Бойко Михайло Федосійович) у вченій раді Інституту ботаніки НАН України і здобув ступінь кандидата біологічних наук. З 1996 року працював викладачем кафедри ботаніки Херсонського універистету, з 1999 року — доцентом кафедри. Одночасно з роботою в університеті протягом 1999—2002 років проходив докторантуру в Інституті ботаніки НАН України. 2002 року отримав звання доцента. У 2004 році захистив докторську дисертацію на тему «Лишайники кам'янистих відслонень Кримського півострова» за спеціальністю «мікологія» (науковий консультант Кондратюк Сергій Якович) у вченій раді Інституту ботаніки НАН України і здобув ступінь доктора біологічних наук (у віці бл. 33 років). З того ж року — завідувач кафедри ботаніки Херсонського університету. У 2006 році отримав звання професора і в 2009 році — почесне звання Заслуженого працівника освіти України. У 2011—2012 роках — декан факультету біології, географії та екології Херсонського університету, протягом 2012—2015 років — ректор Херсонського університету. З 2015 року — професор кафедри ботаніки цього закладу.
З 2023 року роботу в Херсонському університеті суміщає з роботою в Інституті ботаніки НАН України у Києві. 
25 квітня 2024 року обраний членом-кореспондентом НАН України.

## Висвітлення діяльності у ЗМІ
У 2023 році діяльність професора Ходосовцева кілька разів висвітлювалася у ЗМІ, спочатку стосовно евакуації з Херсону до Івано-Франківська гербарної колекції Херсонського університету, згодом стосовно вивчення і оцінки ним стану колишнього дна Каховського водосховища після його знищення, і нарешті — щодо отримання індивідуального дослідницького гранту від Кембриджського університету на реалізацію проєкту «Резистентність епіфітних лишайників та їх угруповань в старовікових лісах Українських Карпат до глобальних кліматичних змін та регіонального менеджменту».